# Diaea shirleyi
Diaea shirleyi es una especie de araña cangrejo del género Diaea, familia Thomisidae. Fue descrita científicamente por Hogg en 1922.

## Distribución
Esta especie se encuentra en Vietnam.